# THE FRUSTRATED
『THE FRUSTRATED』（ザ・フラストレイテッド）は日本のロックバンド、GLAYのメジャー8作目のオリジナル・アルバムであり、本作の収録曲の1つである。2004年3月24日に東芝EMI/アンリミテッド・レコードよりリリースされた。

## 解説
前作『UNITY ROOTS & FAMILY,AWAY』から約1年半ぶりに発売された。
テビュー10周年を記念し、その10年間の集大成として制作され、全体的にライブ感のある作風になっている。制作段階からエッジの利いたサウンドや気持ちのいい8ビートを目指しており、「サウンド的にもキーボードとかあまり入れないようにし、その分アンサンブル、鳴らした音に対して同じコードでいくのか、そうじゃないハーモニー的なコードでギターのアプローチを付けてもらうか。そういう音を重ねていくことを重要視していた」とJIROが述べており、また、「一番やりかったことは、曲に対しての他の愛情を今まで以上に注ぎ込みたかった」と語っている。
また、「BLAST」のホーンでは東京スカパラダイスオーケストラ（NARGO、GAMO、北原雅彦、茂木欣一）が、「時の雫」のストリングスでは溝口肇が、「南東風」のコーラスではくず（宮迫博之、山口智充）とYUKIが参加している。
本作のリリース前に、前年の『GLAY HIGHCOMMUNICATIONS 2003』では、「HIGHCOMMUNICATIONS」「ALL I WANT」「Runaway Runaway」の3曲を、2004年2月から3月にかけて開催された『GLAY CONCERT TOUR 2004 X-RATED』では、本作の全楽曲を先行で披露していた。この『GLAY CONCERT TOUR 2004 X-RATED』の模様は、本作リリース直後に発売されたシングル「天使のわけまえ/ピーク果てしなく ソウル限りなく」にて、本作の全楽曲のライブ音源がCD化されている。
初回限定盤には特典としてレコーディング風景などを収めたドキュメンタリーDVDが付属している（2004年6月にこのDVDの完全版である『The Complete of THE FRUSTRATED-RECORDING DOCUMENTARY&LIVE-』が発売されている）。

## 評価
音楽雑誌『ザッピィ』は、「テビュー10周年。その重みをプレッシャーととらえるか、輝かしいキャリアの土台ととらえるか。GLAYの最新アルバム『THE FRUSTRATED』は、あえて“10周年”を意識して臨んだというだけあって、全体に生命力のみなぎる、堂々とした高い意識を持って作られたことが分かるアルバムに仕上がっている。」、CDジャーナルは、「体を揺らしてくれるタイトル曲から情熱的なミディアム曲まで、ライヴのような流れで聴かせる。」とそれぞれ評価。
音楽評論家の田家秀樹、佐伯明も「GLAYの最高傑作」、プロデューサーの佐久間正英も「素晴らしいアルバム」とそれぞれ評している。

## 収録曲
1. HIGHCOMMUNICATIONS
  - 作詞：TAKURO　作曲：Kombinat-12　編曲：GLAY & 佐久間正英

2003年のアリーナ・ツアーのツアー・タイトルであり、そのライヴにおいて先行演奏された曲。作曲はHISASHIとTAKUROの共作である。曲名は2007年から2008年にかけて行われたホールツアーのタイトルにもなり、以降も同曲名を冠したホールツアーが度々開催されている[6]。歌詞は全英詞で歌詞カードには記載されておらず、「HIGHCOMMUNICATIONS!」とだけ書かれている。
コンセプトアルバム『rare collectives vol.4』にリミックスバージョンが収録されている。
2. THE FRUSTRATED
  - 作詞：TAKURO　作曲：Kombinat-12　編曲：GLAY & 佐久間正英

1曲目と同じく、HISASHIとTAKUROの共作曲である。歌詞は一部を除き、英単語や英文の配列（「/」で区切られている）である。発表当時、当アルバムをメンバーは「GLAY10周年に相応しい最高傑作」と称している。スタジオ・ライヴ形式のPVが存在する。
3. ALL I WANT
  - 作詞・作曲：TAKURO　編曲：GLAY & 佐久間正英

「HIGHCOMMUNICATIONS」と同じく、2003年のアリーナ・ツアーにおいて先行演奏・披露された楽曲のひとつ。
4. BEAUTIFUL DREAMER
  - 作詞・作曲：TAKURO　編曲：GLAY & 佐久間正英　弦編曲：島健

28thシングル「BEAUTIFUL DREAMER／STREET LIFE」の1曲目。
ジャケットやブックレットに記載は無いが、アウトロ部分のストリングスが長いアルバムバージョンである。
5. BLAST
  - 作詞・作曲：TERU　編曲：GLAY & 佐久間正英　管編曲：北原雅彦

TERU作詞・曲のホーン・サウンドが特徴的なスカ・ナンバー。静かな足音から曲はスタートするが、実は前曲とサウンド上において繋がった形に仕上がっている。TERUはこの曲について「東京スカパラダイスオーケストラのライブを見て感動し、スカ・ナンバーの曲を作ろうと思った」と述べている。
6. あの夏から一番遠い場所
  - 作詞・作曲：TAKURO　編曲：GLAY & 佐久間正英

TAKUROが今作で一番思い入れのあるという曲で、歌詞も自身の過去の実体験をなぞって綴られている。
7. 無限のdéjà vuから
  - 作詞・作曲：TAKURO　編曲：GLAY & 佐久間正英

今作においては珍しい、暗めの印象を与えるアコースティック・バラード楽曲。インディーズ時代に制作した「無限のdéjà vu」とは異なる曲である。
8. 時の雫
  - 作詞・作曲：TAKURO　編曲：GLAY & 佐久間正英　弦編曲：溝口肇

29thシングル。シングルにはストリングス・パートを大幅にカットしたバージョンも収録されているが、今作に収録されている方は、カットされていないオリジナルバージョンである。
テレビ朝日ドラマ『スカイハイ2』主題歌。
9. Billionaire Champagne Miles Away
  - 作詞・作曲：TAKURO　編曲：GLAY & 佐久間正英

TAKUROは「パロディ・ソング」と形容していたロック・ナンバー。なお、「THE FRUSTRATED」と同じくスタジオ・ライヴ形式のPVが存在する。WOWOWヨーロッパサッカー イメージ・ソング。
10. coyote, colored darkness
  - 作詞・作曲：HISASHI　編曲：GLAY、草間敬 & 佐久間正英

HISASHI作詞・曲のロックナンバー。コヨーテの行動性質にHISASHIが自身の楽曲の性格を重ね見たことから、このタイトルや詞になったと云われる。
11. BUGS IN MY HEAD
  - 作詞：TAKURO・JIRO　作曲：JIRO　編曲：GLAY & 佐久間正英

JIRO作曲のパンキッシュナンバー。作詞はJIROとTAKUROの共作である。
12. Runaway Runaway
  - 作詞・作曲：TAKURO　編曲：GLAY & 佐久間正英

前年のアリーナ・ツアーにおいて先行披露された楽曲のひとつ。PVも制作された。
ライフ「Lifeカード」CMソング。
13. STREET LIFE
  - 作詞・作曲：TAKURO　編曲：GLAY & 佐久間正英

28thシングル「BEAUTIFUL DREAMER／STREET LIFE」の2曲目。この曲で当アルバムを締め括るというアイディアもあったと云われている。
14. 南東風
  - 作詞・作曲：TAKURO　編曲：GLAY & 佐久間正英

読み方は「みなみごち」。非常にポップなナンバーで、「I'm in Love」などと同じくGLAYと繋がりのある著名人が参加している。31stシングル「Blue Jean」のカップリングには別バージョンが収録されている。
ライブで披露される時はこの曲に合わせてTERU・オーディエンスが共に踊る。このダンスを考案したのは振付師・南流石であり、ダンスチーム「流石組」を連れてライブに参加することも多い。
WOWOW 2004サマーキャンペーンソング。

## 参加ミュージシャン
- 永井利光 - ドラムス
- 小森茂生 - キーボード
- 佐久間正英 - キーボード、ピアノ、ギター、プログラミング
- 高安錬太郎 - ドランク・プログラミング(#8)
- 金原千恵子 -ストリングス(#4)
- NARGO - トランペット(#5)
- 北原雅彦 - トロンボーン(#5)
- GAMO - テナー・サックス(#5)
- 茂木欣一 - ドラム演奏(#5)
- 篠崎正嗣 - ストリングス(#8)
- 草間敬 - マニュピレーション(#10)
- YUKI - コーラス(#14)
- HIRO(くず) - コーラス(#14)
- ANIKI(くず) - コーラス(#14)
- 洞口桃子 - コーラス(#14)

## THE FRUSTRATED Anthology
『THE FRUSTRATED Anthology』（ザ・フラストレイテッド・アンソロジー）は、日本のロックバンドであるGLAYの8作目のアルバム『THE FRUSTRATED』の復刻盤。

### 概要
- アンソロジーシリーズとしては10作目。
- 2CD+1Blu-rayの3枚組とブックレット付。DISC1にはアルバム本編と、アルバム未収録となったシングル「天使のわけまえ/ピーク果てしなく ソウル限りなく」「Blue Jean」をリミックス・リマスターした全17曲を収録。DISC2にはアルバム本編の14曲と「天使のわけまえ」「ピーク果てしなく ソウル限りなく」「Blue Jean」「すべて、愛だった-La vie d'une petite fille-」のデモ音源をCDに、そしてにDISC3には「Document of THE FRUSTRATED Days」をBlu-rayで収録。『THE FRUSTRATED』リリース当時の撮り下ろし写真や、アーティスト写真、ジャケット写真のアウトテイク、その他ライブ写真などから厳選して編纂したブックレット(全64頁)も付属。

### 記録
オリコン週間アルバムランキング(2024年04月08日付)では、初週で5,242枚を売り上げ、7位を獲得。
Billboard Japan Top Albums Sales(2024/04/03公開)では、5,256枚を売り上げ、6位となった。

### 収録曲

#### DISC 1(CD)
『THE FRUSTRATED』Remix＆Remastering 2024 
1. HIGHCOMMUNICATIONS
2. THE FRUSTRATED
3. ALL I WANT
4. BEAUTIFUL DREAMER
アウトロがフェードアウトしないシングル版がベースとなった。また、オリジナル版にあった次曲とのクロスフェードも修正された。
5. BLAST
6. あの夏から一番遠い場所
7. 無限のdeja vuから
8. 時の雫
9. Billionaire Champagne Miles Away
10. coyote, colored darkness
11. BUGS IN MY HEAD
12. Runaway Runaway
13. STREET LIFE
14. 南東風
15. 天使のわけまえ
30thシングル
16. ピーク果てしなく ソウル限りなく
30thシングル
17. Blue Jean
イントロにシングル版にはなかったハミングが追加された。
31stシングル
18. そして、これからも
29thシングル「時の雫」カップリング
GLAY APP限定配信[14]
19. すべて、愛だった-La vie d'une petite fille-
31stシングル「Blue Jean」カップリング
GLAY APP限定配信[14]

#### DISC2(CD)
『THE FRUSTRATED』Demo
1. HIGHCOMMUNICATIONS Demo
2. THE FRUSTRATED Demo
3. ALL I WANT Demo
4. BEAUTIFUL DREAMER Demo
5. BLAST Demo
6. あの夏から一番遠い場所 Demo
7. 無限のdeja vuから Demo
8. 時の雫 Demo
9. Billionaire Champagne Miles Away Demo
10. coyote, colored darkness Demo
11. BUGS IN MY HEAD Demo
12. Runaway Runaway Demo
13. STREET LIFE Demo
この曲のみ、TAKUROがボーカルを務めている。
14. 南東風 Demo
15. 天使のわけまえ Demo
16. ピーク果てしなく ソウル限りなく Demo
17. Blue Jean Demo
18. すべて、愛だった -Lavie d'une petite fille- Demo
31stシングルのカップリング曲

#### DISC3(Blu-ray)
- “Document of THE FRUSTRATED Days”
- “ROCK SHOCK PART III” Digest 2003.5.14 函館･金森ホール